# Гетто (повесть)
«Гетто» (англ. Ghetto) — фантастическая повесть американского писателя Пола Андерсона. Впервые опубликована в 1954 г.

## Сюжет
Человечество вот уже три тысячелетия разделено на постоянных жителей Земли и других планет Солнечной системы и на китян — межзвёздных торговцев, большую часть жизни путешествующих в космосе. Корабли китян движутся на околосветовых скоростях, поэтому в силу эффекта релятивистского замедления времени для них проходят месяцы и годы, а на Земле — века. Для китян Земля является родиной, и на ней есть их поселение — Киттаун, своего рода гетто. Для остального человечества китяне — «томми»: парии, граждане второго сорта, поскольку у них нет врождённой верности к сменяющим друг друга земным государствам и империям. Фактически родина китян — космос.
Он — Кенри Шаун, китянин, она — фриледи Дорти Персис фром Канда, представитель правящей элиты. Молодые люди познакомились во время её путешествия на планеты Сириуса и полюбили друг друга. Кенри решает оставить китян и, женившись на Дорти, перейти в разряд элиты. Однако за время полёта на Сириус и обратно (несколько десятилетий по земному времени) на Земле снова возобладали антикитянские настроения. Разговор с родственниками Дорти — полковником фром Канда и лордом Домсом — показал, насколько глубока пропасть между землянами и китянами. Поняв, что не сможет жить во враждебном и абсолютно чуждом для него мире, Кенри возвращается к китянам.

## Публикации
- Пол Андерсон. Короли на заклание. — СПб.: Лениздат, 1992. — 384 с. — 100 000 экз. — ISBN 5-289-01480-2.